# حوري لر
حوري لر هي قرية في مقاطعة ملكان، إيران. عدد سكان هذه القرية هو 265 في سنة 2006.